# جيني هان (مؤلفة)
جيني هان (بالإنجليزية: Jenny Han)‏ (مواليد 3 سبتمبر 1980 في ريتشموند في الولايات المتحدة)، هي كاتِبة مُتخصِّصة في أدب الأطفال وروائية أمريكية من أصل كوري.

## من مؤلفاتها المترجمة للغة العربية
- «إلى كل الأولاد الذين أحببتهم»
- «الصيف الذى أصبحت فيه جميلة»
- «دائما وإلى الأبد .. لارا جين»
- «ملاحظة ما زلت أحبك»[5]
- رواية: «لا صيف في غيابك».

## روابط خارجية
- جيني هان على موقع IMDb (الإنجليزية)
- جيني هان على موقع ميوزك برينز (الإنجليزية)
- جيني هان على موقع قاعدة بيانات الفيلم (الإنجليزية)